# Robert Merl
Robert Merl (* 15. Juni 1991) ist ein österreichischer Orientierungsläufer.
2009 wurde er Jugend-Europameister, 2011 in Polen wurde er Weltmeister der Junioren auf der Mitteldistanz zeitgleich mit dem Finnen Topias Tiainen und dem Russen Dmitri Nakonetschnij, auf der Langdistanz gewann er die Silbermedaille. Daraufhin startete er 2011 auch bei den Weltmeisterschaften der Aktiven in Frankreich und kam dabei unter anderem auf den siebten Platz im Sprint.
Merl läuft für den Verein ASKÖ Henndorf aus dem Flachgau.
Merl ist aktiver Sportler des Heeressportzentrums des Österreichischen Bundesheers. Als Heeressportler trägt er derzeit den Dienstgrad Korporal.

## Platzierungen
| Weltmeisterschaften | Sprint | Mittel | Lang | Staffel |
| ------------------- | ------ | ------ | ---- | ------- |
| 2011 Savoie         | 21.    | 26.    |      | 12.     |
| 2012 Lausanne       | 7.     | 25.    |      | 14.     |
| 2013 Vuokatti       | 25.    | 26.    |      | 10.     |

| Europameisterschaften | Sprint | Mittel | Lang | Staffel |
| --------------------- | ------ | ------ | ---- | ------- |
| 2012 Falun            | 35.    | nq     | nq   | 11.     |

| ÖM   | Sprint | Mittel | Lang | Staffel |
| ---- | ------ | ------ | ---- | ------- |
| 2010 |        |        |      | 1.      |
| 2012 | 1.     | 2.     | 3.   | 1.      |
| 2013 | 1.     |        | 1.   | 1.      |

| Junioren-WM    | Sprint | Mittel | Lang | Staffel |
| -------------- | ------ | ------ | ---- | ------- |
| 2010 Aalborg   | 17.    | 8.     | 33.  | 7.      |
| 2011 Wejherowo | 4.     | 1.     | 2.   |         |

| Gesamt-Weltcup | Gesamt-Weltcup |
| -------------- | -------------- |
| 2011           | 46.            |
| 2012           | 59.            |
| 2013           | 44.            |

| World Games | Sprint | Mittel | Mixed |
| ----------- | ------ | ------ | ----- |
| 2013 Cali   | 12.    | 9.     | 3.    |